# 22e cérémonie des César
La 22e cérémonie des César du cinéma - dite aussi Nuit des César -  récompensant les films sortis en 1996, s'est déroulée le 8 février 1997 au théâtre des Champs-Élysées.
Elle fut présidée par Annie Girardot et retransmise sur Canal+.

## Présentateurs et intervenants
- Daniel Toscan du Plantier, président de l'Académie des arts et techniques du cinéma
- Annie Girardot, présidente de la cérémonie
- Antoine de Caunes, maître de cérémonie
- Michel Serrault, pour la remise du César d'honneur à Charles Aznavour
- Christophe Lambert, pour la remise du César d'honneur à Andie MacDowell
- Andie MacDowell & Christophe Lambert, pour la remise du César du meilleur réalisateur
- Annie Girardot, pour la remise du César du meilleur film
- Isabelle Huppert, pour la remise du César du meilleur acteur
- Jeanne Moreau, pour la remise du César de la meilleure actrice
- Virginie Ledoyen, pour la remise du César du meilleur acteur dans un second rôle
- Tchéky Karyo, pour la remise du César de la meilleure actrice dans un second rôle
- Bernard Giraudeau, pour la remise du César du meilleur scénario original ou adaptation
- José Garcia, pour la remise du César de la meilleure première œuvre
- Monica Bellucci, pour la remise du César du meilleur espoir masculin
- François Morel & Bruno Lochet, pour la remise du César de la meilleure photographie / César du meilleur montage / César du meilleur son / César des meilleurs décors / César des meilleurs costumes
- Isabella Rossellini, pour la remise du César du meilleur producteur
- Khaled, pour la remise du César de la meilleure musique
- Vincent Perez, pour la remise du César du meilleur film étranger

## Palmarès

### César du meilleur film
- Ridicule de Patrice Leconte
  - Capitaine Conan de Bertrand Tavernier
  - Microcosmos : Le Peuple de l'herbe de Claude Nuridsany et Marie Pérennou
  - Pédale douce de Gabriel Aghion
  - Un air de famille de Cédric Klapisch
  - Les Voleurs d'André Téchiné

### César du meilleur film étranger
- Breaking the Waves de Lars von Trier
  - Le Facteur de Michael Radford
  - Fargo de Joel et Ethan Coen
  - La Promesse de Jean-Pierre et Luc Dardenne
  - Secrets et mensonges de Mike Leigh

### César du meilleur acteur
- Philippe Torreton pour Capitaine Conan
  - Daniel Auteuil pour Le Huitième Jour
  - Charles Berling pour Ridicule
  - Fabrice Luchini pour Beaumarchais, l'insolent
  - Patrick Timsit pour Pédale douce

### César de la meilleure actrice
- Fanny Ardant pour Pédale douce
  - Catherine Deneuve pour Les Voleurs
  - Charlotte Gainsbourg pour Love, etc.
  - Anouk Grinberg pour Mon homme
  - Marie Trintignant pour Le Cri de la soie

### César du meilleur acteur dans un second rôle
- Jean-Pierre Darroussin pour Un air de famille
  - Jacques Gamblin pour Pédale douce
  - Bernard Giraudeau pour Ridicule
  - Jean Rochefort pour Ridicule
  - Albert Dupontel pour  Un héros très discret

### César de la meilleure actrice dans un second rôle
- Catherine Frot pour Un air de famille
  - Valeria Bruni Tedeschi pour Mon homme
  - Michèle Laroque pour Pédale douce
  - Agnès Jaoui pour Un air de famille
  - Sandrine Kiberlain pour Un héros très discret

### César du meilleur espoir masculin
- Mathieu Amalric pour Comment je me suis disputé… (ma vie sexuelle) 
  - Samuel Le Bihan pour Capitaine Conan
  - Benoît Magimel pour Les Voleurs
  - Bruno Putzulu pour Les Aveux de l'innocent
  - Philippe Torreton pour Capitaine Conan

### César du meilleur espoir féminin
- Laurence Côte pour Les Voleurs
  - Jeanne Balibar pour Comment je me suis disputé… (ma vie sexuelle)
  - Monica Bellucci pour L'Appartement
  - Garance Clavel pour Chacun cherche son chat
  - Emmanuelle Devos pour Comment je me suis disputé… (ma vie sexuelle)

### César du meilleur réalisateur
- Ex æquo : Patrice Leconte pour Ridicule et Bertrand Tavernier pour Capitaine Conan
  - André Téchiné pour Les Voleurs
  - Cédric Klapisch pour Un air de famille
  - Jacques Audiard pour Un héros très discret

### César de la meilleure première œuvre
- Y aura-t-il de la neige à Noël ? de Sandrine Veysset
  - L'Appartement de Gilles Mimouni
  - Bernie d'Albert Dupontel
  - Encore de Pascal Bonitzer
  - Microcosmos de Marie Pérennou et Claire Nuridsany

### César du meilleur scénario original ou adaptation
- Cédric Klapisch, Jean-Pierre Bacri et Agnès Jaoui pour Un air de famille
  - Gabriel Aghion et Patrick Timsit pour Pédale douce
  - Jacques Audiard et Alain Le Henry pour Un héros très discret
  - Jean Cosmos et Bertrand Tavernier pour Capitaine Conan
  - Rémi Waterhouse pour Ridicule

### César de la meilleure musique
- Bruno Coulais pour Microcosmos
  - René-Marc Bini pour Les Caprices d'un fleuve
  - Alexandre Desplat pour Un héros très discret
  - Antoine Duhamel pour Ridicule

### César de la meilleure photographie
- Claude Nuridsany et Marie Pérennou pour Microcosmos
  - Thierry Arbogast pour Ridicule
  - Jean-Marie Dreujou pour Les Caprices d'un fleuve

### César des meilleurs costumes
- Christian Gasc pour Ridicule
  - Jacqueline Moreau et Agnès Evein pour Capitaine Conan
  - Sylvie de Segonzac pour Beaumarchais, l'insolent

### César des meilleurs décors
- Ivan Maussion pour Ridicule
  - Guy-Claude François pour Capitaine Conan
  - Jean-Marc Kerdelhue pour Beaumarchais, l'insolent

### César du meilleur son
- Philippe Barbeau, Bernard Leroux et Laurent Quaglio pour Microcosmos
  - Michel Desrois, Gérard Lamps pour Capitaine Conan
  - Jean Goudier, Dominique Hennequin, Paul Lainé pour Ridicule

### César du meilleur montage
- Marie-Josèphe Yoyotte et Florence Ricard pour Microcosmos
  - Joëlle Hache pour Ridicule
  - Juliette Welfling pour Un héros très discret

### César du meilleur court métrage
- Madame Jacques sur la Croisette d'Emmanuel Finkiel
  - Dialogue au sommet de Xavier Giannoli
  - Un taxi Aouzou de Issa Serge Coelo
  - Une robe d'été de François Ozon
  - Une visite de Philippe Harel

### César du meilleur producteur
- Jacques Perrin pour Microcosmos
  - Charles Gassot pour Un air de famille
  - Humbert Balsan pour Y aura-t-il de la neige à Noël ?

### César d'honneur
- Charles Aznavour, Andie MacDowell